# Donald Petrie
Donald Petrie (New York, 2 aprile 1954) è un regista, attore, produttore televisivo e produttore cinematografico statunitense, figlio del regista canadese Daniel Petrie e della produttrice Dorothea G. Petrie.
Ha diretto film come Mystic Pizza (1988), Due irresistibili brontoloni (1993), Richie Rich - Il più ricco del mondo (1994), Funny Money - Come fare i soldi senza lavorare (1996), Miss Detective (2000), Come farsi lasciare in 10 giorni (2003), Due candidati per una poltrona (2004), Baciati dalla sfortuna (2006) e Le mie grosse grasse vacanze greche (2009), e vari lavori televisivi.

## Filmografia

### Regista

#### Cinema
- Mystic Pizza (1988)
- Opportunity Knocks (1990)
- Due irresistibili brontoloni (Grumpy Old Men) (1993)
- A letto con l'amico (The Favor) (1994)
- Richie Rich - Il più ricco del mondo (Richie Rich) (1994)
- Funny Money - Come fare i soldi senza lavorare (The Associate) (1996)
- Martin il marziano (My Favorite Martian) (1999)
- Miss Detective (Miss Congeniality) (2000)
- Come farsi lasciare in 10 giorni (How to Lose a Guy in 10 Days) (2003)
- Due candidati per una poltrona (Welcome to Mooseport) (2004)
- Baciati dalla sfortuna (Just My Luck) (2006)
- Le mie grosse grasse vacanze greche (My Life in Ruins) (2009)
- Little Italy - Pizza, amore e fantasia (Little Italy) (2019)

#### Televisione
- MacGyver – serie TV, un episodio (1985)
- Storie incredibili (Amazing Stories) – serie TV, un episodio (1985)
- Un giustiziere a New York (The Equalizer) – serie TV, 5 episodi (1985)
- CBS Schoolbreak Special – serie TV, un episodio (1986)
- Downtown – serie TV, un episodio (1986)
- L.A. Law - Avvocati a Los Angeles (L.A. Law) – serie TV, 2 episodi (1986-1987)
- Jack, investigatore privato (Private Eye) – serie TV, un episodio (1987)
- Poliziotti in città (The Oldest Rookie) – serie TV, 3 episodi (1987)
- The Heights – serie TV, 2 episodi (1992)
- La famiglia Brock (Picket Fences) – serie TV, un episodio (1992)
- Chicago Hope – serie TV, un episodio (1995)
- Players – serie TV, un episodio (1997)
- Spie (Snoops) – serie TV, un episodio (1999)
- Opposite Sex – serie TV, un episodio (2000)
- Chicago Med – serie TV, 5 episodi (2015)
- Chicago Justice – serie TV, 3 episodi (2017)
- Il metodo Kominsky (The Kominsky Method) – serie TV, 2 episodi (2018)
- Chicago P.D. – serie TV, 2 episodi (2019)